# アメリカ革命人民同盟
アメリカ革命人民同盟（アメリカかくめいじんみんどうめい、スペイン語: Alianza Popular Revolucionaria Americana、略称：APRA）は、1924年5月7日にビクトル・ラウル・アヤ・デ・ラ・トーレが亡命先のメキシコシティで設立したペルーの中道左派政党である。社会主義インターナショナルに加盟している。党名の略称から単にアプラ（APRA）党とも。

## 概要
当初はホセ・カルロス・マリアテギとも交流があった創設者のアヤ・デ・ラ・トーレはマルクス主義を標榜し、折から起きていたインディヘニスモ運動への接近を軸にペルーでの社会主義暴力革命を目指していた。同党はペルーの政治の中で次第に大きな勢力となり、ペルー軍、ペルー警察との衝突の中、党の弾圧を行ったペルーの大統領、サンチェス・セロの暗殺などを実行したが、次第にペルーの寡頭支配層と結び付き、1960年代にはペルーの腐敗した民主主義の一翼を担う存在となった。
1968年に成立したフアン・ベラスコ・アルバラード将軍の率いるペルーの軍事革命政権と対立すると、軍政とアプラ系の労働組合は互いに衝突を繰り返したが、ベラスコ将軍が自らの健康上の理由で失脚してペルー革命が不完全な成果のまま終焉し、その後の軍事政権が1980年の選挙で民政移管すると、1985年に党首のアラン・ガルシアが大統領となり、党は結党以来61年目にしてはじめてペルーの政権を握ることとなった。
その後2006年の選挙で再びアラン・ガルシアが大統領に選出された。

## 脚註
1. 1 2  “アメリカ革命人民同盟 アメリカかくめいじんみんどうめい Alianza Popular Revolucionaria Americana; APRA”. コトバンク. ブリタニカ国際大百科事典 小項目事典. 2019年10月4日閲覧。
2. 1 2  “APRA【アプラ】”. コトバンク. 百科事典マイペディア. 2019年10月4日閲覧。
3. ↑  大串和雄「ペルーの新聞」『情報メディア研究資料センターニュース』第14号、東京大学社会情報研究所、2002年3月。
4. ↑  小倉英敬『マリアテギとアヤ・デ・ラ・トーレ―1920年代ペルー社会思想史試論』56頁、新泉社